# Mercedes-Benz M272
La sigla Mercedes-Benz M272 indica una famiglia di motori a scoppio prodotto dal 2004 al 2013 dalla Casa tedesca Mercedes-Benz.

## Caratteristiche e versioni

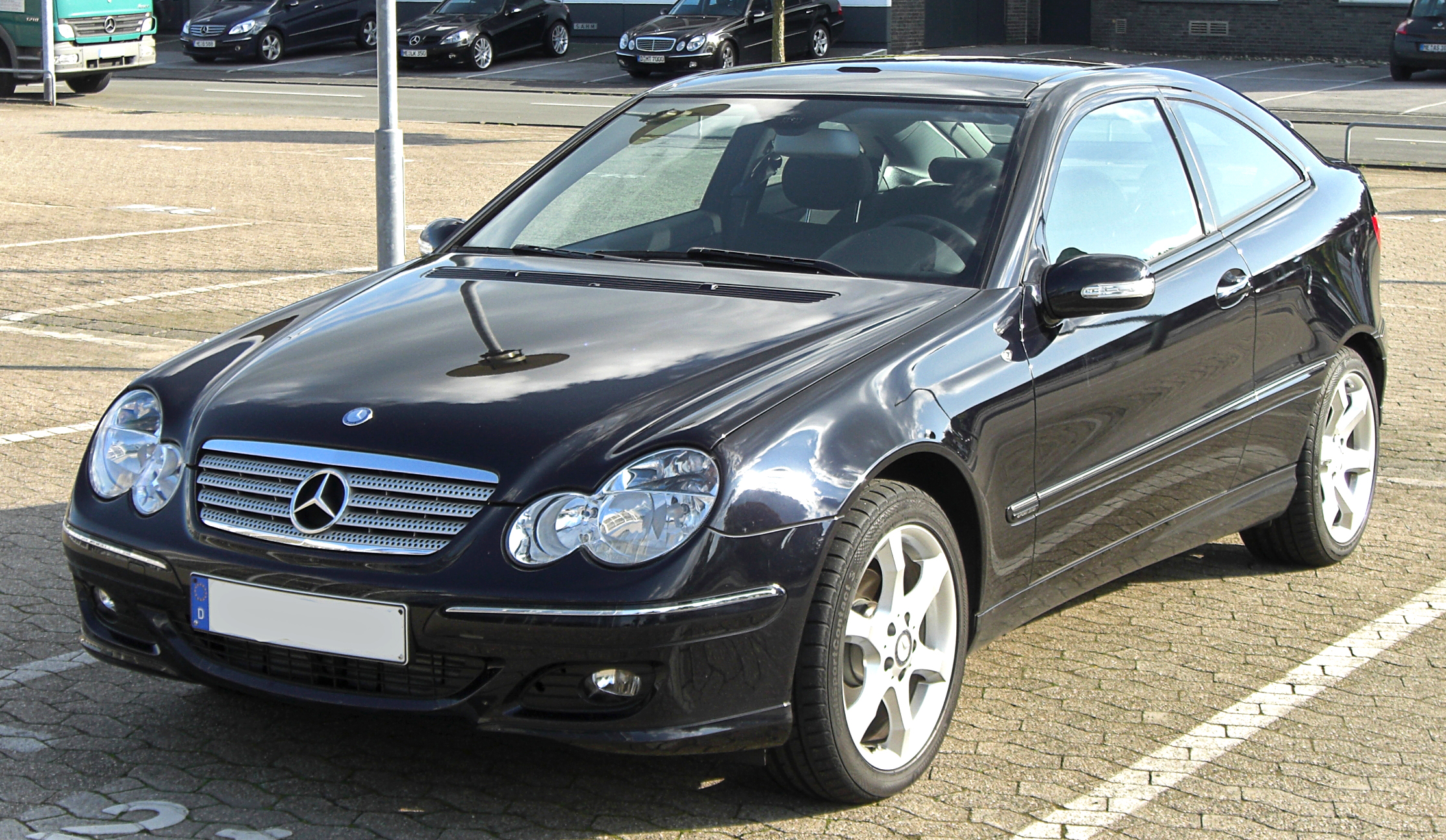
Una Mercedes-Benz C350 SportCoupé, esempio di applicazione di un motore M272

Si tratta di una famiglia di motori V6 che va ad affiancare ed in seguito a  sostituire i precedenti V6 M112, ed è proprio sui motori M112 che i V6 M272 si basano, costituendone quindi un'evoluzione, sia pur molto sostanziosa e profonda. Inoltre, i motori M272 sono anche strettamente imparentati con i più grossi motori M273, che invece sono dei V8.

Le caratteristiche dei motori M272 sono le seguenti:
- architettura generale di tipo V6;
- angolo di 90° tra le bancate;
- monoblocco, basamento e testate in lega di alluminio;
- canne cilindri in lega di alluminio e silicio;
- distribuzione a due assi a camme in testa per bancata;
- testate a 4 valvole per cilindro;
- punterie a rullo con regolazione automatica del gioco valvole;
- dispositivo di fasatura variabile lato aspirazione e lato scarico;
- accensione ad una singola candela per cilindro;
- alimentazione ad iniezione elettronica;
- collettori di aspirazione a lunghezza variabile in lega di magnesio;
- bielle in acciaio forgiato;
- pistoni in lega di alluminio rivestiti in acciaio;
- albero a gomiti in acciaio forgiato su 4 supporti di banco;
- contralbero di equilibratura per la riduzione delle vibrazioni del primo e secondo ordine.

Nonostante derivino quindi dai motori M112, i motori M272 presentano numerose e significative differenze, fra cui la testata a 4 valvole per cilindro anziché tre e l'accensione a singola candela anziché a doppia candela.

Tra le altre novità non ancora menzionate, vale la pena di ricordare il dispositivo elettronico di gestione del flusso del liquido refrigerante. Tale dispositivo va a rimpiazzare il tradizionale termostato.

Per quanto riguarda l'alimentazione, essa era in genere ad iniezione indiretta, ma alcune varianti dei tre motori costituenti la famiglia M272 proponevano invece l'iniezione diretta.

Di seguito vengono mostrate più in dettaglio le tre versioni dei motori 272.

### M272E25

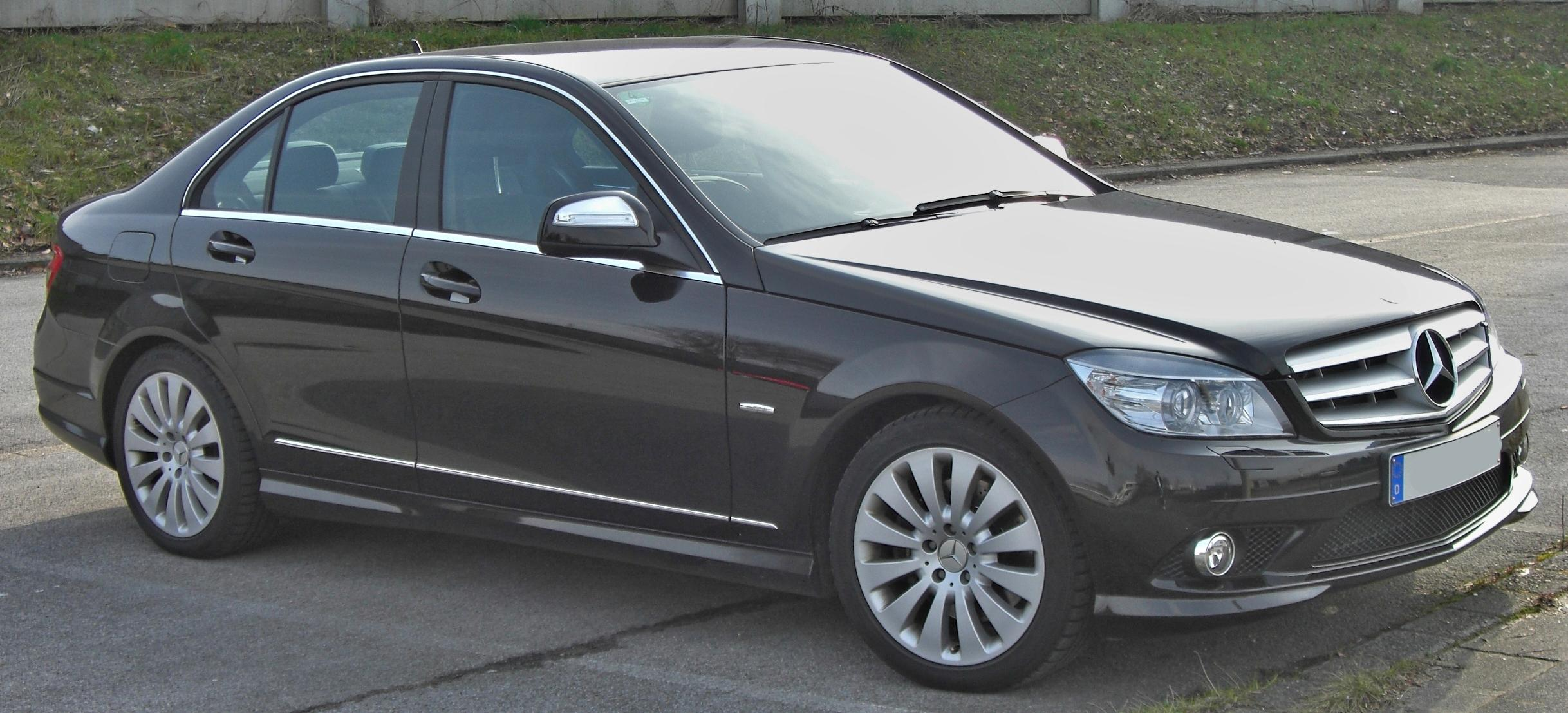
Anche la Classe C dal anno 2007 monta il 2.5 M272

Il motore M272E25 è la versione di base della famiglia M272, quella di cilindrata più bassa. Dalle sue misure di alesaggio e corsa, pari ad 88x68,4 mm, deriva una cilindrata di 2496 cm³. Tale motore va a sostituire il 2.6 M112, rispetto al quale riesce ad essere sensibilmente più potente. Con un rapporto di compressione pari ad 11,2:1, questo motore riesce ad erogare fino a 204 CV di potenza massima a 6200 giri/min ed una coppia massima di 245 N m pressoché costanti tra 2900 e 5500 giri/min.

Le applicazioni del 2.5 M272 comprendono:
- Mercedes-Benz C230 SportCoupé (2005-07);
- Mercedes-Benz C230 W203 (2005-07);
- Mercedes-Benz C230 W204 (2007-09).

### M272E30

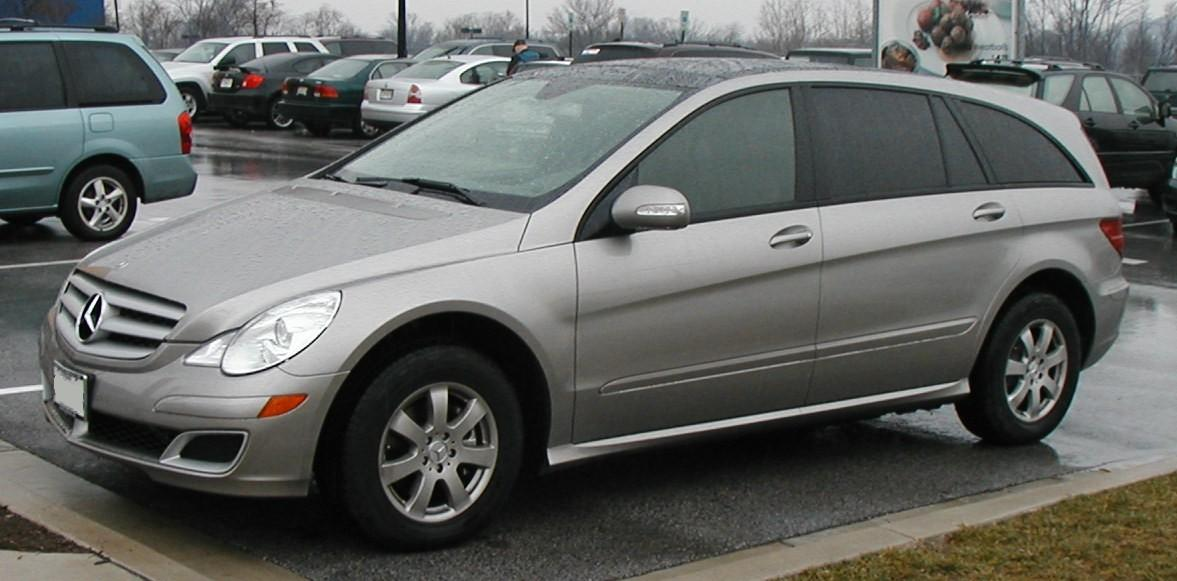
Le versioni di base della Classe R W251 (prima serie) montano il 3 litri M272

La sigla M272E30 indica la versione da 3 litri dei motori M272. Tale versione è caratterizzata da una cilindrata di 2996 cm³, data dalle misure di alesaggio e corsa pari ad 88x82 mm, nonché da un rapporto di compressione pari ad 11,3:1.

La potenza massima raggiunge 231 CV a 6000 giri/min, mentre la coppia massima è di 300 N m costanti tra 2500 e 5000 giri/min.

Tale motore è stato montato su:
- Mercedes-Benz C280 W203 (2005-07);
- Mercedes-Benz C280 W204 (2007-09);
- Mercedes-Benz C300 W204 (2009-11);
- Mercedes-Benz CLK280 W209 (2005-09);
- Mercedes-Benz E280 W211 (2005-09);
- Mercedes-Benz SLK280 R171 (2005-09);
- Mercedes-Benz SLK300 R171 (2009-11);
- Mercedes-Benz CLS280 C219 (2005-09);
- Mercedes-Benz CLS300 C219 (2009-10);
- Mercedes-Benz S300 W221, non per il mercato italiano (2006-11);
- Mercedes-Benz SL280 R230 (2008-09);
- Mercedes-Benz SL300 R230 (2009-12);
- Mercedes-Benz GLK280 4Matic (2008-09);
- Mercedes-Benz GLK300 4Matic (2009-11);
- Mercedes-Benz R280 W251 (2007-09);
- Mercedes-Benz R300 (2009-12).

Una sottovariante di tale motore erogava 245 CV a 6000 giri/min, mentre la coppia massima era rimasta intatta: in tale configurazione, questo motore è stato montato sotto il cofano della Mercedes-Benz S300L W221 prevista per alcuni mercati asiatici tra il 2011 ed il 2013.

### M272E35

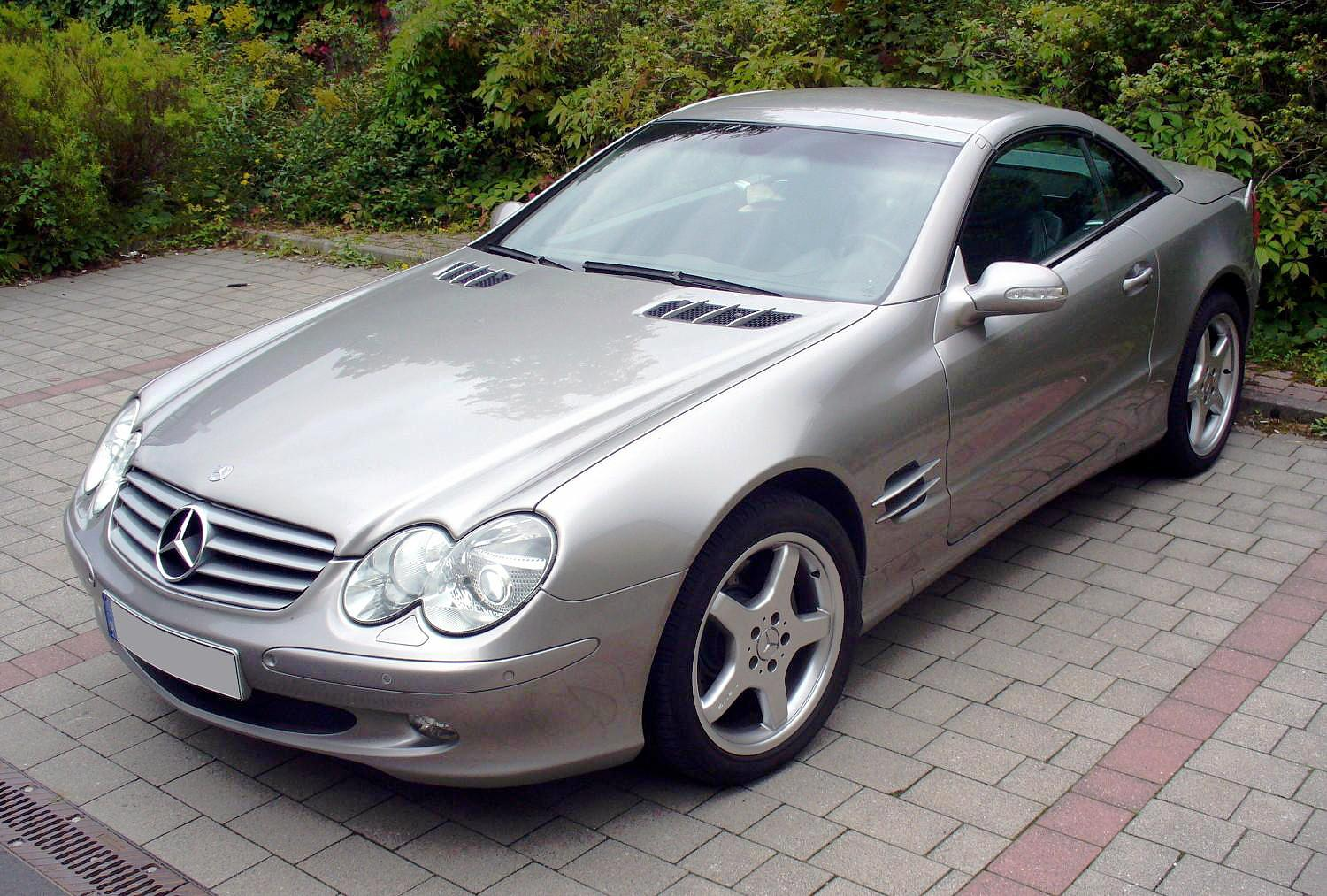
La variante più potente del 3.5 M272 è montata sulla SL350 R230

La versione da 3,5 litri è la più variegata, poiché ne esistono quattro versioni differenti, di cui una ad iniezione diretta ed una addirittura ibrida. È anche la versione che vanta il più alto numero di modelli che ne usufruiscono nella gamma Mercedes-Benz. Il 3.5 M272 è caratterizzato da misure di alesaggio e corsa pari a 92.9x86 mm, per una cilindrata totale di 3498 cm³. L'unica variante ad iniezione diretta porta la sigla M272DE35 (dove DE sta per Direkteinspritzung), mentre le altre tre ad iniezione indiretta sono siglate come M272KE35 (KE = Kanaleinspritzung). Oltre che dal tipo di alimentazione adottata, i quattro livelli di prestazioni ottenute sono dovuti al differente rapporto di compressione.

#### Varianti ed applicazioni
La seguente tabella mostra le caratteristiche delle quattro varianti del 3.5 M272, con relative applicazioni.
| Variante | Iniezione                 | Rapporto di compressione  | Potenza CV/rpm            | Coppia Nm/rpm             | Applicazioni                                         | Anni di produzione               |                           |                           |
| Variante di base (272 CV) | Variante di base (272 CV) | Variante di base (272 CV) | Variante di base (272 CV) | Variante di base (272 CV) | Variante di base (272 CV)                            | Variante di base (272 CV)        | Variante di base (272 CV) | Variante di base (272 CV) |
| --- | ------------------------- | ------------------------- | ------------------------- | ------------------------- | ---------------------------------------------------- | -------------------------------- | ------------------------- | ------------------------- |
| M272KE35 | Indiretta                 | 10.7                      | 272/6000                  | 350/ 2400-5500            | Mercedes-Benz C350 W203                              | 2005-07                          |                           |                           |
| M272KE35 | Indiretta                 | 10.7                      | 272/6000                  | 350/ 2400-5500            | Mercedes-Benz C350 W204                              | 2007-11                          |                           |                           |
| M272KE35 | Indiretta                 | 10.7                      | 272/6000                  | 350/ 2400-5500            | Mercedes-Benz C350 SportCoupé                        | 2005-07                          |                           |                           |
| M272KE35 | Indiretta                 | 10.7                      | 272/6000                  | 350/ 2400-5500            | Mercedes-Benz CLC350                                 | 2008-11                          |                           |                           |
| M272KE35 | Indiretta                 | 10.7                      | 272/6000                  | 350/ 2400-5500            | Mercedes-Benz E350 W211                              | 2006-09                          |                           |                           |
| M272KE35 | Indiretta                 | 10.7                      | 272/6000                  | 350/ 2400-5500            | Mercedes-Benz E350 W212                              | 2009-13                          |                           |                           |
| M272KE35 | Indiretta                 | 10.7                      | 272/6000                  | 350/ 2400-5500            | Mercedes-Benz CLS350 C219                            | 2004-06                          |                           |                           |
| M272KE35 | Indiretta                 | 10.7                      | 272/6000                  | 350/ 2400-5500            | Mercedes-Benz S350 W221                              | 2005-11                          |                           |                           |
| M272KE35 | Indiretta                 | 10.7                      | 272/6000                  | 350/ 2400-5500            | Mercedes-Benz CLK350 C209                            | 2005-09                          |                           |                           |
| M272KE35 | Indiretta                 | 10.7                      | 272/6000                  | 350/ 2400-5500            | Mercedes-Benz CLK350 A209                            | 2005-10                          |                           |                           |
| M272KE35 | Indiretta                 | 10.7                      | 272/6000                  | 350/ 2400-5500            | Mercedes-Benz SLK350 R171                            | 2004-08                          |                           |                           |
| M272KE35 | Indiretta                 | 10.7                      | 272/6000                  | 350/ 2400-5500            | Mercedes-Benz SL350 R230                             | 2006-08                          |                           |                           |
| M272KE35 | Indiretta                 | 10.7                      | 272/6000                  | 350/ 2400-5500            | Mercedes-Benz R350                                   | 2006-13 (in Italia fino al 2010) |                           |                           |
| M272KE35 | Indiretta                 | 10.7                      | 272/6000                  | 350/ 2400-5500            | Mercedes-Benz GLK350 4Matic                          | 2008-11                          |                           |                           |
| M272KE35 | Indiretta                 | 10.7                      | 272/6000                  | 350/ 2400-5500            | Mercedes-Benz ML350 W164                             | 2005-11                          |                           |                           |
| Varianti sportive |                           |                           |                           |                           |                                                      |                                  |                           |                           |
| M272KE35 | Indiretta                 | 11.7                      | 305/6500                  | 360/4900                  | Mercedes-Benz SLK350 Sport R171                      | 2008-11                          |                           |                           |
| M272KE35 | Indiretta                 | 10.5                      | 316/6500                  | 360/4900                  | Mercedes-Benz SL350 Sport R230                       | 2008-11                          |                           |                           |
| Variante ad iniezione diretta |                           |                           |                           |                           |                                                      |                                  |                           |                           |
| M272DE35 | Diretta                   | 12.2                      | 292/6400                  | 365/ 3000-5100            | Mercedes-Benz C350 CGI BlueEfficiency W204           | 2008-11                          |                           |                           |
| M272DE35 | Diretta                   | 12.2                      | 292/6400                  | 365/ 3000-5100            | Mercedes-Benz E350 CGI BlueEfficiency W212           | 2009-11                          |                           |                           |
| M272DE35 | Diretta                   | 12.2                      | 292/6400                  | 365/ 3000-5100            | Mercedes-Benz E350 CGI Coupé BlueEfficiency C207     | 2009-11                          |                           |                           |
| M272DE35 | Diretta                   | 12.2                      | 292/6400                  | 365/ 3000-5100            | Mercedes-Benz E350 CGI Cabriolet BlueEFFICIENCY A207 | 2010-11                          |                           |                           |
| M272DE35 | Diretta                   | 12.2                      | 292/6400                  | 365/ 3000-5100            | Mercedes-Benz CLS350 CGI BlueEfficiency C219         | 2006-10                          |                           |                           |
| Variante ibrida |                           |                           |                           |                           |                                                      |                                  |                           |                           |
| M272KE35 | Indiretta                 | 10.7                      | 279/60001                 | 350/ 2400-5000            | Mercedes-Benz S400 Hybrid                            | 2009-13                          |                           |                           |
| NOTE: 1propulsore accoppiato ad un motore elettrico da 20 CV, per un totale di 299 CV ed una coppia motrice complessiva nominale di 385 Nm. |                           |                           |                           |                           |                                                      |                                  |                           |                           |